# Перепёлкин, Дмитрий Николаевич
Дми́трий Никола́евич Перепёлкин  (2 сентября 1969, Донецк — 	12 ноября 2020) — военный и политический деятель Донецкой Народной Республики. Депутат Народного Совета Донецкой Народной Республики первого и второго созывов.

## Биография
Родился 2 сентября 1969 года в Донецке. Закончил СШ № 44.
Выполнил нормы кандидата в мастера спорта по дзюдо. Получил первый взрослый разряд по пулевой стрельбе из мелкокалиберного пистолета. В 1986 году начал работать на донецком опытно-экспериментальном заводе «Эталон» токарем второго разряда.
В 1987 году был призван на срочную службу. Служил в спецназе внутренних войск МВД, после демобилизации из армии служил в Донецком отряде милиции особого назначения, а также в Республиканском отряде специального назначения. Выполнял боевые задания в Нагорном Карабахе и Абхазии.
Закончил Донецкий национальный университет по специальности «Международные экономические отношения».
С 1998 по 2006 год занимал пост главы представительства в Украине международной швейцарской компании Fribourg. С 2006 по 2011 год работал кризис-менеджером, а также исполнительным директором на предприятиях и в торговых сетях. В 2012 году стал частным предпринимателем.
В 2014 году принимал активное участие в протестах на Юго-Востоке Украины. Занимал руководящие должности в ополчении Донбасса во время вооружённого конфликта на Донбассе. В июле 2014 года стал заместителем командира армии ДНР, ВТО первой Славянской бригады.
В 2014 году от общественного движения «Свободный Донбасс» стал депутатом Народного Совета Донецкой Народной Республики.
В 2018 году от общественного движения «Свободный Донбасс» повторно стал депутатом Народного Совета Донецкой Народной Республики.
Принимал участие в разработке законов «О государственной границе Донецкой Народной Республики», «О противодействии терроризму», «О внутренних войсках МВД», «О воинской обязанности и военной службе», «Об охране общественного порядка», «О государственном оборонном заказе», «Об оперативно-розыскной деятельности», «О государственной дактилоскопической регистрации», «Об оборонно-промышленном комплексе», «О Республиканской государственной службе охраны Донецкой Народной Республики», «О противодействии коррупции», «О прохождении службы в органах внутренних дел». Как депутат был закреплен за Куйбышевским районом Донецка (9 округ).
Умер 12 ноября 2020 года в возрасте 51 года.

## Награды
- почётный знак «Отличник внутренних войск МВД»[4]
- «За отличие в службе МВД 2 степени»[4]
- «За отличие в службе МВД 1 степени»[4]
- медаль «Жукова»[4]
- медаль «Защитник Отечества»[4]
- международный орден «Белый крест СПЕЦНАЗ»[4]
- «Ветеран СПЕЦНАЗ»[4]
- «Краповый берет»[4]